# Yvette Mimieux
Yvette Carmen Mimieux (n. 8 ianuarie 1942, Hollywood, California, SUA – d. 17 ianuarie 2022, Los Angeles, California, SUA) a fost o actriță americană de film și televiziune. Aceasta este cunoscută pentru rolul din Mașina timpului (1960). Pe parcursul carierei sale, a fost nominalizată de trei ori la Premiile Globul de Aur.

## Biografie
Mimieux s-a născut la 8 ianuarie 1942 în Los Angeles, California, fiica lui René Mimieux, de origine franceză, și a Mariei Montemayor, de origine mexicană. Mimieux a avut o soră (Gloria) și un frate (Edouardo).
A fost descoperită de agentul de talente Jim Byron, iar acesta i-a sugerat să devină actriță. Primele sale roluri au fost în episoade ale serialelor Yancy Derringer⁠(d) și Alcoa Presents: One Step Beyond, ambele în 1959.

## Cariera
Primul său film a fost Platinum High School⁠(d) (1960), produs de Albert Zugsmith⁠(d) pentru compania MGM. În același an, a apărut în lungmetrajul Mașina timpului din 1960, ecranizare a romanului Mașina timpului de H. G. Wells, alături de Rod Taylor. După acest rol, a încheiat un contract de lungă durată cu MGM. A obținut o nominalizare la Globurile de Aur în 1960 pentru rolul din Platinum High School la categoria „noul star al anului⁠(d)”.
Mimieux a apărut într-un episod al serialului Mr. Lucky⁠(d), iar apoi a obținut un rol în comedia pentru adolescenți Where the Boys Are⁠(d) (1960). MGM i-a oferit rolul din The Four Horsemen of the Apocalypse⁠(d) (1961), însă filmul a avut rezultate dezastroase la box office. Producătorul Arthur Freed și-a dorit să facă un remake al filmului The Clock⁠(d), cu Mimieux și George Hamilton în distribuție, însă proiectul a fost abandonat.
Mimieux a interpretat o tânără bolnavă psihic în Light in the Piazza⁠(d) (1962); deși filmul a avut încasări slabe, interpretarea sa a primit critici pozitive. Aceasta menționa că „am primit adesea rolul personajului îndurerat, rolul sensibil”.
Urma să aibă un rol în A Summer Affair, însă proiectul a fost abandonat.
A avut un rol minor în Lumea minunată a fraților Grimm (1963), alt film cu încasări slabe. În același an, a apărut în Diamond Head⁠(d) alături de Charlton Heston, iar mai târziu a primit un rol în producția Toys in the Attic⁠(d) a companiei United Artists. Au urmat două episoade din serialul Dr. Kildare⁠(d), unde a interpretat un surfer epileptic, rol pentru care a fost nominalizată la Globurile de Aur la categoria „cea mai bună actriță de televiziune” în 1965.
A urmat un rol cameo în Looking for Love⁠(d) (1964), împreună cu actrița  Connie Francis, iar apoi a apărut alături de Richard Chamberlain în Joy in the Morning⁠(d) (1965).
După plecarea de al MGM, aceasta a apărut în filmul western The Reward⁠(d) (1965), comedia Disney Monkeys, Go Home!⁠(d) (1967) și The Caper of the Golden Bulls⁠(d) (1967).
A făcut parte din distribuția filmului de televiziune The Desperate Hours⁠(d) (1967) și s-a reunit cu Rod Taylor în filmul de acțiune Dark of the Sun⁠(d) (1968). În același an, a narat un concert de muzică clasică la teatrul Hollywood Bowl⁠(d). Un an mai târziu, Mimieux a obținut un rol principal în filmele Three in the Attic⁠(d) și The Picasso Summer⁠(d). 

### Televiziune
Aceasta a apărut în serialul The Most Deadly Game⁠(d) (1970–1971); Inger Stevens⁠(d) urma să aibă rolul principal, însă s-a sinucis cu o lună înainte de începerea producției, iar Mimieux a fost înlocuitoarea sa. A obținut o nouă nominalizare la Globurile de Aur pentru „cea mai bună actriță de televiziune” în 1971.
În jurul anului 1971, Mimieux comercializa produse haitiene și studia arheologia. De asemenea, călătorea câteva luni în fiecare an. După lungmetrajele de televiziune Death Takes a Holiday⁠(d) și Black Noon⁠(d) din 1971, actrița și-a dat în judecată agentul, deoarece nu-i găsea noi roluri, însă continua să primească bani.
Au urmat alte roluri în Skyjacked⁠(d) (1972) și The Neptune Factor (1973).
La începutul anilor 1970, Mimieux era nemulțumită de rolurile oferite actrițelor: „Femeile pe care le scriu [scenariștii] sunt toate unidimensionale. Nu au nicio complexitate în viața lor. Sunt superficiale. Nu e nimic de interpretat. Sunt fie obiecte sexuale, fie personaje atrăgătoare.”
Aceasta le-a oferit producătorilor Aaron Spelling⁠(d) și Leonard Goldberg⁠(d) un film thriller, iar aceștia l-au ecranizat sub numele Hit Lady⁠(d) (1974).
Mimieux a apărut în filme de televiziune precum Snowbeast (1977), Devil Dog: The Hound of Hell (1978), Disaster on the Coastliner (1979), Ransom for Alice! (1977) și Outside Chance (1978). A avut rolul principal în serialul de televiziune Berrenger's⁠(d) (1985) și a avut un rol secundar în filmul de televiziune The Fifth Missile (1986). Ultimul său film a fost Lady Boss (1992).

## Viața personală și moartea
Mimieux s-a căsătorit cu Evan Harland Engber pe 19 decembrie 1959, când avea doar 17 ani, și a ținut secretă căsătoriei timp de aproape doi ani. A doua căsătorie a fost cu regizorul Stanley Donen; cei doi au fost căsătoriți din 1972 până în 1985. A treia căsătoria a fost cu Howard F. Ruby, președinte și cofondator al Oakwood Worldwide, proprietarul Oakwood Apartments. Mimieux a murit în casa sa din Los Angeles pe 18 ianuarie 2022.

## Filmografie
- A Certain Smile (1958) - (nemenționat)
- Platinum High School (1960) - Lorinda Nibley
- The Time Machine (1960) - Weena
- Where the Boys Are (1960) - Melanie Tolman
- The Four Horsemen of the Apocalypse (1962) - Chi Chi Desnoyers
- Light in the Piazza (1962) - Clara Johnson
- The Wonderful World of the Brothers Grimm (1962) - The Princess ('The Dancing Princess')
- Diamond Head (1962) - Sloane Howland
- Toys in the Attic (1963) - Lily Berniers
- Looking for Love (1964) - Yvette Mimieux
- Joy in the Morning (1965) - Annie Brown née McGairy
- The Reward (1965) - Sylvia
- Monkeys, Go Home! (1967) - Maria Riserau
- The Caper of the Golden Bulls (1967) - Grace Harvey
- Dark of the Sun (1968) - Claire
- Three in the Attic (1968) - Tobey Clinton
- The Picasso Summer (1969) - Alice Smith
- The Delta Factor (1970) - Kim Stacy
- Skyjacked (1972) - Angela Thacher
- The Neptune Factor (1973) - Dr. Leah Jansen
- Journey Into Fear (1975) - Josette
- Jackson County Jail (1976) - Dinah Hunter

- The Black Hole (1979) - Dr. Kate McCrae
- Circle of Power (1981) - Bianca Ray
- The Fascination (1985)
- The Fantasy Film Worlds of George Pal (1985, documentary) - Weena (in The Time Machine) (archive footage)

### Televiziune
- Yancy Derringer (1959, Episodul: "Collector's Item") - Ricky
- Alcoa Presents: One Step Beyond (1960, Episodul: "The Clown") - Nonnie Regan
- Mr. Lucky (1960, Episodul: "Stacked Deck") - Margot
- Dr. Kildare (1964, 2 episoade) - Pat Holmes
- The Desperate Hours (1967, film de televiziune) - Cindy Hilliard
- The Most Deadly Game (1970–1971) - Vanessa Smith
- Death Takes a Holiday (1971, film de televiziune) - Peggy Chapman
- Black Noon (1971, film de televiziune) - Deliverance
- Hit Lady (1974, film de televiziune) - Angela de Vries
- The Legend of Valentino (1975 ,film de televiziune) - Natacha Rambova
- Bell, Book and Candle (1976, film de televiziune) - Gillian Holroyd
- Snowbeast (1977, film de televiziune) - Ellen Seberg
- Ransom for Alice! (1977, film de televiziune) - Jenny Cullen
- Devil Dog: The Hound of Hell (1978, film de televiziune) - Betty Barry
- Outside Chance (1978, film de televiziune) - Dinah Hunter
- Disaster on the Coastliner (1979, film de televiziune) - Paula Harvey
- Forbidden Love (1982 film) (1982, film de televiziune) - Joanna Bittan
- Night Partners (1983, film de televiziune) - Elizabeth McGuire
- The Love Boat (1984, Episodul: "Hong Kong Affair") - Leni Martek
- Obsessive Love (film) (1984, film de televiziune) - Linda Foster
- Berrenger's (1985, anulat după 12 episoade) - Shane Bradley
- The Fifth Missile (1986, film de televiziune) - Cheryl Leary
- Perry Mason: The Case of the Desperate Deception (1990, film de televiziune) - Danielle Altmann
- Lady Boss (1992, serial de televiziune) - Deena Swanson (ultimul rol)